# Dibamus ingeri
Dibamus ingeri là một loài thằn lằn trong họ Dibamidae. Loài này được Das & Lim mô tả khoa học đầu tiên năm 2003.